# Eusko Alkartasuna
Pour les articles homonymes, voir EA.
Eusko Alkartasuna (EA) (« Solidarité basque » en français) est un parti politique basque nationaliste et fédéraliste. Il se veut présent dans tout Euskal Herria (le Pays basque), c'est-à-dire tant les trois provinces basque-espagnoles du Guipuscoa, de Biscaye et d'Alava, la communauté forale de Navarre, que le Pays basque français. En septembre 2011, il s'allie avec le parti Aralar au sein de la coalition Amaiur.

## Histoire
L'EA est issu d'une scission du Parti nationaliste basque en 1986 (EAJ-PNV). Son premier congrès se tient en septembre 1987 à Pampelune. Carlos Garaikoetxea devient alors le premier président du parti.
La scission semble avoir été provoquée par :
- un conflit de personnalité entre Carlos Garaikoetxea et le dirigeant de l'EAJ-PNV, Xabier Arzalluz.
- l'organisation du Pays basque :
  - un gouvernement basque central fort et des provinces faibles (EA).
  - un provincialisme plus marqué (EAJ-PNV).
- un conflit idéologique droite (EAJ-PNV) - gauche (EA)

Cette séparation est difficile, avec un vote décisif dans chaque section.
Le mot pour « solidarité » en basque est normalement elkartasun. Afin d'éviter l'utilisation du sigle EE, déjà utilisé par le parti nationaliste de gauche Euskadiko Ezkerra, c'est la forme utilisée en Biscaye qui est choisie.
Il est membre de l'Alliance libre européenne et la Fédération du Pays basque nord est membre de la fédération Régions et peuples solidaires.
Lors des élections de mars 2004, il disposait encore d'un député aux Cortes espagnoles, à Madrid. Ce siège avait été emporté dans la circonscription électorale du Guipuscoa, la province où EA fait toujours son meilleur score. Eusko Alkartasuna détenait ce siège depuis 1993 et l'a perdu en 2008. Uniquement en 1989, EA réussit à obtenir un deuxième élu.
En coalition avec la Gauche républicaine de Catalogne (ERC) et la Chunta Aragonesista, il a remporté un siège au Parlement européen en 2004 sur la liste « Europa de los Pueblos ». Ce siège sera occupé, à tour de rôle, pendant la VIe législature (2004-2009), par un élu catalan, basque (Mikel Irujo Amezaga) et aragonais.

## Alliances
- Dans la Communauté autonome du Pays basque

En 2011, le parti fait coalition avec les différents partis Abertzale pour les élections sénatoriales provinciales. Le nom du parti de coalition est Amaiur.
- En Navarre

Entre 2003 et 2015, EA est membre de la coalition des différents partis nationalistes basques, Oui à la Navarre.
- Dans le Pays basque français

Lors des élections européennes du 7 juin 2009, EA-Iparralde soutient, tout comme Abertzaleen Batasuna (AB), la liste Europe Écologie.
Pour les élections municipales et départementales, EA s'est présenté sous les couleurs d'EHBai en coalition avec AB et Sortu.

## Organisation
La direction nationale du parti est constituée de 17 personnes dont le secrétaire général Pello Urizar Karetxe et dont les 5 coordinateurs territoriaux des 5 provinces basques.

### Mouvement de jeunes
Gazte Abertzaleak (GA) (« Jeunes Patriotes » en basque) est le mouvement de jeunes d'Eusko Alkartasuna (EA).
Ce mouvement de jeunes compte parmi ses anciens membres Mikel Irujo Amezaga, né le 06 octobre 1972 à Caracas (Venezuela). Il était eurodéputé pour le groupe politique du Parlement européen du Groupe des Verts/Alliance libre européenne (Verts/ALE) pour le parti basque Eusko Alkartasuna. Il était secrétaire pour les affaires internationales auprès de Gazte Abertzaleak (1998-2002) et Président et cofondateur de Jeunesse ALE (2001-2002).

## Idéologie
Contrairement au Parti nationaliste basque aux racines démocrates-chrétiennes marquées, EA est un parti social-démocrate, ainsi que non-confessionnel. Ouvertement indépendantiste, EA est favorable « à l'unification des sept provinces basques », les trois de la CAB et la Navarre au sud (État espagnol) et les trois du nord (État français).

## Résultats électoraux

### Élections générales espagnoles
| Année | Congrès des députés           | Congrès des députés           | Congrès des députés           | Congrès des députés | Sénat  |
| Année | Voix                          | %                             | Rang                          | Députés             | Sénat  |
| ----- | ----------------------------- | ----------------------------- | ----------------------------- | ------------------- | ------ |
| 1989  | 123 613                       | 11,17                         | 4e                            | 2 / 21              | 0 / 12 |
| 1993  | 117 856                       | 9,85                          | 5e                            | 1 / 19              | 0 / 12 |
| 1996  | 103 628                       | 8,22                          | 6e                            | 1 / 19              | 0 / 12 |
| 2000  | 86 557                        | 7,57                          | 4e                            | 1 / 19              | 0 / 12 |
| 2004  | 80 905                        | 6,48                          | 5e                            | 1 / 19              | 0 / 12 |
| 2008  | 50 371                        | 4,46                          | 5e                            | 0 / 18              | 0 / 12 |
| 2011  | Au sein d'Amaiur              | Au sein d'Amaiur              | Au sein d'Amaiur              |                     |        |
| 2015  | Au sein d'Euskal Herria Bildu | Au sein d'Euskal Herria Bildu | Au sein d'Euskal Herria Bildu |                     |        |

### Élections au Parlement basque
| Année | %                  | Rang               | Mandats            |
| ----- | ------------------ | ------------------ | ------------------ |
| 1986  | 15,84              | 4e                 | 13 / 75            |
| 1990  | 11,38              | 4e                 | 9 / 75             |
| 1994  | 10,31              | 5e                 | 8 / 75             |
| 1998  | 8,69               | 5e                 | 6 / 75             |
| 2001  | 42,7               | 1er                | 7 / 75             |
| 2005  | 38,7               | 1er                | 7 / 75             |
| 2009  | 3,68               | 5e                 | 1 / 75             |
| 2012  | au sein d'EH Bildu | au sein d'EH Bildu | au sein d'EH Bildu |